# Клетное (Быховский район)
Клетно́е (бел. Клятное) — деревня в составе Ямницкого сельсовета Быховского района Могилёвской области Республики Беларусь.

## Население
- 1999 год — 36 человек
- 2010 год — 16 человек